# Longxing, Tongnan
Longxing (kinesiska: 龙形) är en köping i sydvästra Kina. Den ligger i stadsdistriktet Tongnan i storstadsområdet Chongqing, omkring 100 kilometer nordväst om det centrala stadsdistriktet Yuzhong. Antalet invånare är 24 526. Befolkningen består av 12 101 kvinnor och 12 425 män. Barn under 15 år utgör 21,0 %, vuxna 15-64 år 66 %, och äldre över 65 år 12,0 %.